# Lijst van voetbalinterlands Bahrein - Jordanië
Deze lijst van voetbalinterlands is een overzicht van alle officiële voetbalwedstrijden tussen de nationale teams van Bahrein en Jordanië. De landen hebben tot op heden 27 keer tegen elkaar gespeeld. De eerste ontmoeting, een wedstrijd tijdens de Arab Nations Cup 1966, vond plaats in Bagdad (Irak) op 6 april 1966. Het laatste duel, een groepswedstrijd tijdens de Azië Cup 2023, werd gespeeld op 25 januari 2024 in Ar Rayyan (Qatar).

## Wedstrijden
| №  | Plaats    | Datum             | Competitie                 | Wedstrijd          | Uitslag |
| -- | --------- | ----------------- | -------------------------- | ------------------ | ------- |
| 1  | Bagdad    | 6 april 1966      | Arab Nations Cup 1966      | Jordanië – Bahrein | 2 – 1   |
| 2  | Bangkok   | 13 december 1971  | Azië Cup 1972 kwalificatie | Jordanië – Bahrein | 3 – 2   |
| 3  | Manama    | 27 februari 1981  | Vriendschappelijk          | Bahrein – Jordanië | 1 – 0   |
| 4  | Manama    | 1 maart 1981      | Vriendschappelijk          | Bahrein – Jordanië | 1 – 0   |
| 5  | Amman     | 8 juli 1988       | Arab Nations Cup 1988      | Jordanië – Bahrein | 0 – 0   |
| 6  | Riffa     | 14 april 1997     | WK 1998 kwalificatie       | Bahrein – Jordanië | 1 – 0   |
| 7  | Sharjah   | 19 april 1997     | WK 1998 kwalificatie       | Jordanië – Bahrein | 4 – 1   |
| 8  | Tripoli   | 22 september 1997 | Vriendschappelijk          | Bahrein – Jordanië | 0 – 0   |
| 9  | Riffa     | 25 maart 2000     | Vriendschappelijk          | Bahrein – Jordanië | 1 – 1   |
| 10 | Latakia   | 11 augustus 2000  | Vriendschappelijk          | Bahrein – Jordanië | 0 – 2   |
| 11 | Riffa     | 7 december 2002   | Vriendschappelijk          | Bahrein − Jordanië | 0 − 3   |
| 12 | Koeweit   | 28 december 2002  | Arab Nations Cup 2002      | Jordanië − Bahrein | 1 − 2   |
| 13 | Muharraq  | 21 maart 2004     | Vriendschappelijk          | Bahrein − Jordanië | 0 − 0   |
| 14 | Muharraq  | 23 maart 2004     | Vriendschappelijk          | Bahrein − Jordanië | 0 − 2   |
| 15 | Riffa     | 2 september 2006  | Vriendschappelijk          | Bahrein − Jordanië | 0 − 2   |
| 16 | Muharraq  | 7 september 2007  | Vriendschappelijk          | Bahrein − Jordanië | 1 − 3   |
| 17 | Riffa     | 3 juni 2009       | Vriendschappelijk          | Bahrein − Jordanië | 4 − 0   |
| 18 | Zarka     | 19 september 2010 | Vriendschappelijk          | Jordanië − Bahrein | 2 − 0   |
| 19 | Dubai     | 28 december 2010  | Vriendschappelijk          | Jordanië − Bahrein | 1 − 2   |
| 20 | Riffa     | 8 november 2012   | Vriendschappelijk          | Bahrein − Jordanië | 3 − 0   |
| 21 | Doha      | 4 januari 2014    | West-Azië Cup 2014         | Bahrein − Jordanië | 0 − 1   |
| 22 | Riffa     | 4 september 2016  | Vriendschappelijk          | Bahrein − Jordanië | 0 − 0   |
| 23 | Riffa     | 29 augustus 2017  | Vriendschappelijk          | Bahrein − Jordanië | 0 − 0   |
| 24 | Erbil     | 4 augustus 2019   | West-Azië Cup 2019         | Jordanië − Bahrein | 0 − 1   |
| 25 | Riffa     | 30 maart 2021     | Vriendschappelijk          | Bahrein − Jordanië | 1 − 2   |
| 26 | Riffa     | 7 september 2021  | Vriendschappelijk          | Bahrein − Jordanië | 1 − 2   |
| 27 | Ar Rayyan | 25 januari 2024   | Azië Cup 2023              | Jordanië − Bahrein | 0 − 1   |

## Samenvatting
| Competitie            | Totaal gespeeld | Winst Bahrein | Gelijk | Winst Jordanië | Doelsaldo Bahrein – Jordanië |
| --------------------- | --------------- | ------------- | ------ | -------------- | ---------------------------- |
| WK-kwalificatie       | 2               | 1             | 0      | 1              | 2 − 4                        |
| Azië Cup              | 1               | 1             | 0      | 0              | 1 − 0                        |
| Azië Cup-kwalificatie | 1               | 0             | 0      | 1              | 2 − 3                        |
| Arab Nations Cup      | 3               | 1             | 1      | 1              | 3 − 3                        |
| West-Azië Cup         | 2               | 1             | 0      | 1              | 1 − 1                        |
| Vriendschappelijk     | 18              | 5             | 5      | 8              | 15 − 20                      |
| Totaal                | 27              | 9             | 6      | 12             | 24 − 31                      |

Wedstrijden bepaald door strafschoppen worden, in lijn met de FIFA, als een gelijkspel gerekend.